# Vaccinium hellwigianum
Vaccinium hellwigianum är en ljungväxtart som beskrevs av Herman Otto Sleumer. Vaccinium hellwigianum ingår i Blåbärssläktet, och familjen ljungväxter. Inga underarter finns listade i Catalogue of Life.